# Skyforger
Skyforger é uma banda de folk metal/black metal da Letônia formada em 1995 por ex-integrantes da extinta banda de doom metal Grindmaster Dead.

## Estilo musical, história e temática
A maioria das composições do Skyforger fala a respeito da mitologia e história dos países bálticos, se referindo, em particular, às batalhas históricas e guerras nas quais o povo letão se envolveu; a musicalidade da banda tem relação com a tradicional música folclórica da Letônia, e mesclada com arranjos típicos do heavy metal. Apesar de o Skyforger ser conhecido como uma banda de folk metal, seus primeiros trabalhos remetiam ao black Metal. A banda, gradativamente, assumiu uma postura que aproximava-se dos grupos de folk metal, particularmente em seu quarto álbum, de nome Zobena Dziesma (Canções da Espada), gravado em 2003, e que foi patrocinado pelo governo da Letônia, uma vez que o trabalho exaltava as virtudes do povo letão.
Em 2003, após a gravação do álbum Pērkoņkalve, o Skyforger conquistou o prêmio Latvian Music Awards 2004; a banda tocou ao vivo durante a cerimônia de premiação (Em 2011, seu álbum "Kurbads" receberia o mesmo prêmio, desta vez na categoria "Best Rock Album").
Os elementos folclóricos podem ser encontrados em todos os seus álbuns, desde então. Em dezembro de 2005, durante a apresentação de seu álbum Semigalls' Warchant, o Skyforger anunciou que este seu novo trabalho trazia outra novidade: músicas mescladas com thrash metal. Posteriormente, afirmaram que a história letã tem diversos fatos nunca relatados, o que significava que, provavelmente, a temática abordada pela banda passaria a se aproximar ainda mais do folclore nórdico.
Em 2010, o Skyforger assinou contrato com o selo americano Metal Blade Records e gravou seu quinto álbum de estúdio, batizado como Kurbads, trabalho conceitual que falava a respeito do guerreiro Kurbads, um herói mitológico dos contos de fadas da Letônia. O Skyforger também se apresentou na série de televisão "Close-Up", da BBC, em um episódio sobre música folclórica letã.
Em 2015, a banda gravou um álbum de estúdio batizado como Senprūsija, dedicado aos agora extintos povos bálticos. Duas das canções do álbum são cantadas na linguagem da Antiga Prússia (Ei skīja, skīja e Rāmava), enquanto o restante do álbum era na língua letã. Enquanto criando o álbum, o Skyforger recrutou o historiador Agris Dzenis, que é citado nos créditos do trabalho. Após a gravação do álbum, a banda embarcou em turnê pela Europa, turnê esta que teve início em 8 de abril. Em 2016, Senprūsija recebeu o prêmio Gold Microphone como o melhor álbum de hard rock/heavy metal de 2015. No mesmo ano, o Skyforger regravou seu álbum de 2003, chamado Zobena dziesma com duas músicas adicionais.
Em 3 de junho de 2017, o Skyforger gravou um concerto online, num festival em Limbaži, como parte das comemorações do centenário da Letônia Em 14 de fevereiro de 2018, o Skyforger foi agraciado com o prêmio Kilogram of Culture e ganhou o título de “Surpresa do Ano”, em uma cerimônia oficial na Letônia. Em 17 de junho de 2018, o Skyforger apresentou um concerto especial no festival "Zobens un Lemess", comemorando vinte anos desde a gravação de seu primeiro álbum, Kauja pie Saules, em 1998. Desde a criação de seu website oficial, o Skyforger disponibiliza versões em inglês de todas as suas músicas.

## Informações adicionais
- Linda Bēce, Viesturs Grīnbergs e Konstantīns Švedovs nunca foram membros do Skyforger. Linda e Konstantīns chegaram a tocar no Grindmaster Dead, mas se retiraram antes da mudança de nome da banda. Linda tocou flauta na faixa "Semigalls' Warchant", mas apenas a convite.
- O Skyforger esteve envolvido em algumas controvérsias, envolvendo um de seus antigos produtores, que acreditava que os integrantes da banda fossem afiliados ao neonazismo. O que gerou esta situação foi uma música gravada para o álbum Pērkoņkalve, de 2003, música esta que descreve aspectos da mitologia báltica, em particular falando a respeito do deus do trovão Pērkons, que aparecia na capa do álbum golpeando com um martelo sobre uma bigorna, enquanto sustentava um pingente sobre o qual estava o símbolo da antiga raça ariana, semelhante a uma suástica. Alguns websites chegaram a afirmar que o Skyforger realmente era uma banda formada por neonazistas. A banda respondeu às acusações, em seu website oficial, afirmando que a sesus integrantes nunca se interessaram por nenhum tipo de ideologia nacional-socialista (na verdade, em nenhum tipo de ideologia). Afirmou ainda que todos os temas abordados no álbum apenas mostravam a pura arte do paganismo letão, exprimidos em símbolos que têm sido utilizados por milhares de anos. A nota ainda deixava claro que, para o povo letão, a suástica (ou Cruz do Trovão, como é chamada entre os povos nórdicos) simbolizava o deus pagão do trovão, servindo como uma proteção contra todo o mal. Afirmou ainda que o símbolo já existia muito antes do regime nazista, surgido na década de 1930. A partir de então, a banda não apenas tomou a decisão de nunca mais voltar a utilizar o símbolo em futuras ocasiões, como também passou a informar, no encarte dos trabalhos, que não havia qualquer material ali que incentivasse o nazismo ou qualquer outro tipo de ideologia.[4]

## Galeria

Skyforger, no Dark Troll Festival 2018
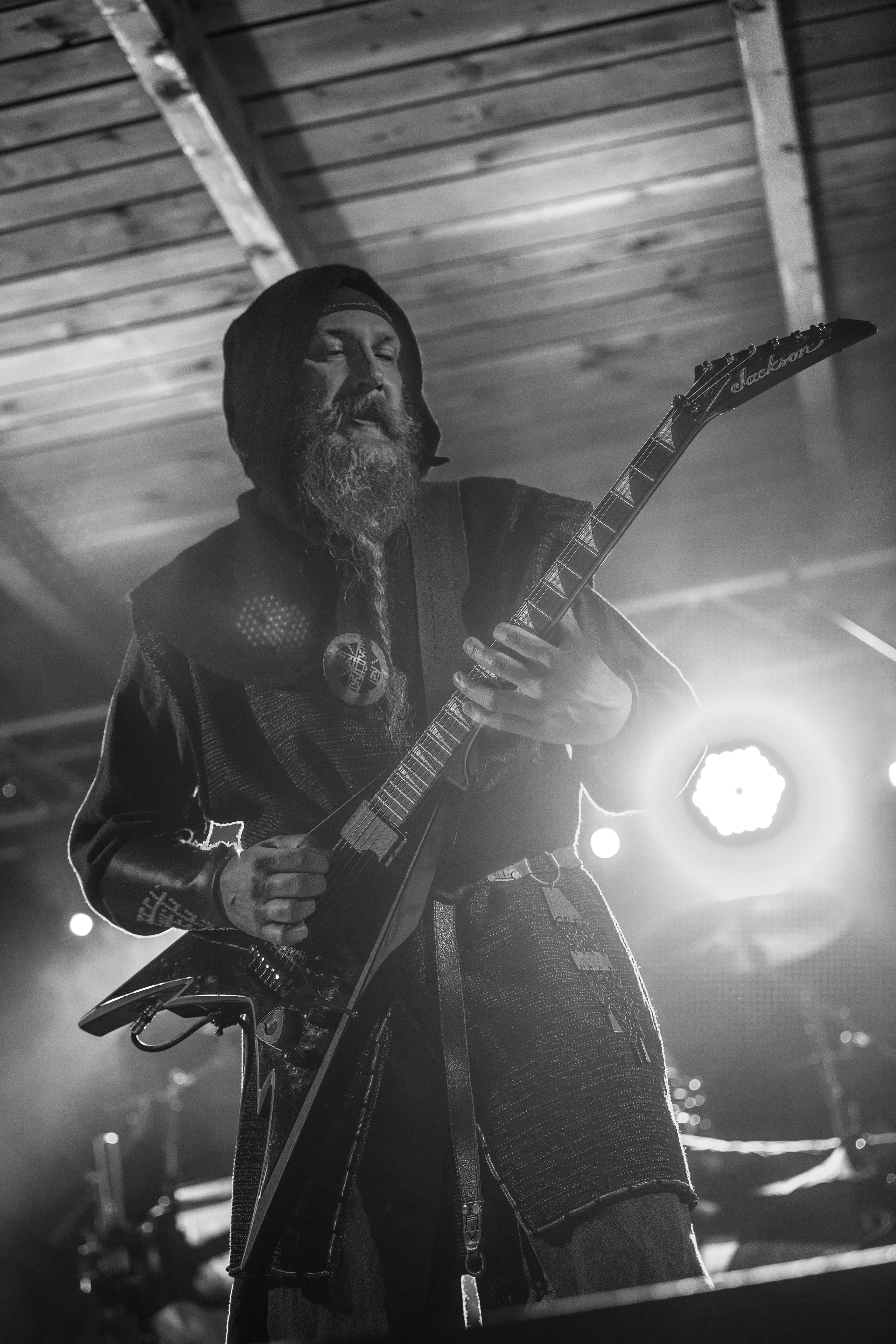
Vocalista e guitarrista Pēteris
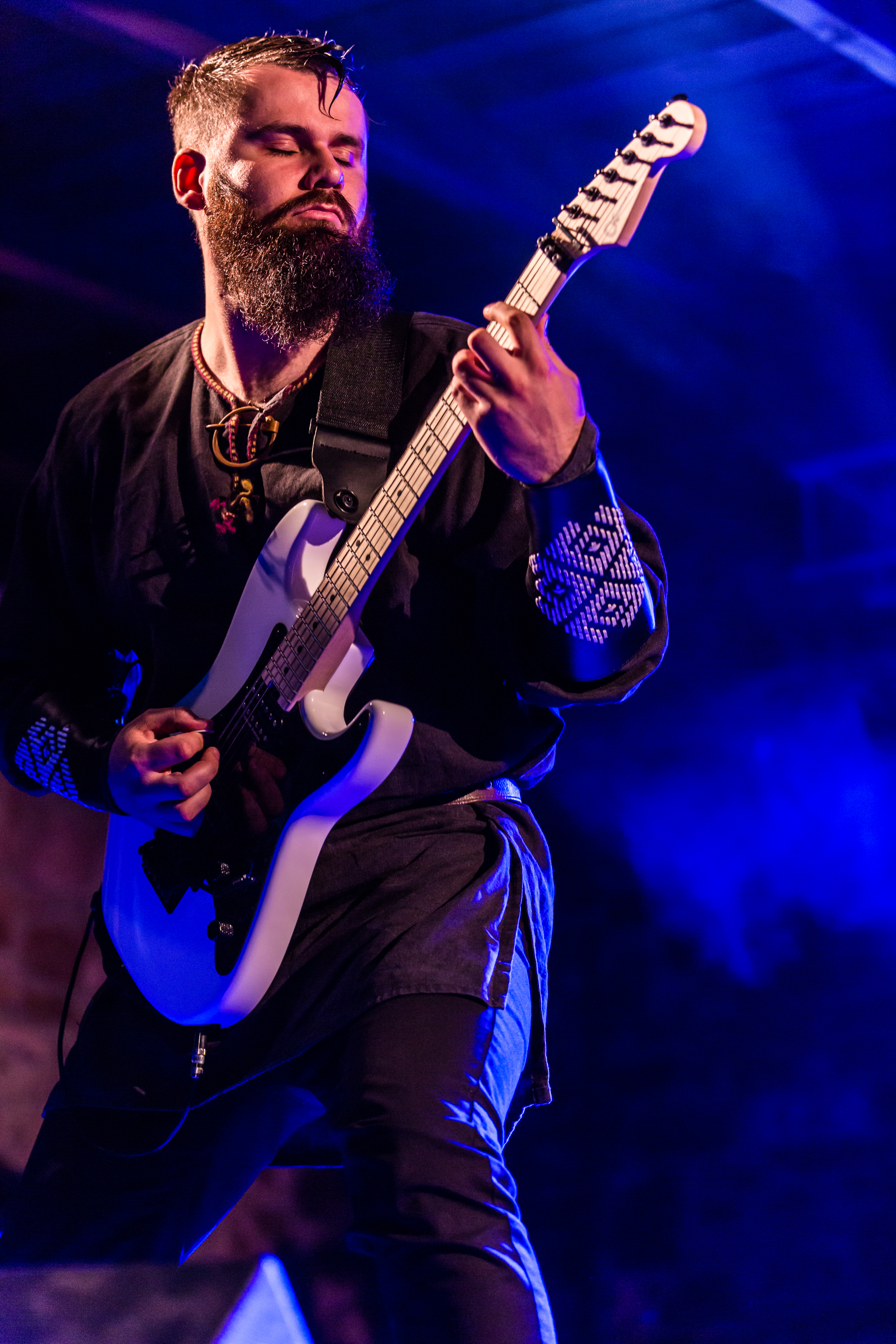
Gitarrista Ģirts
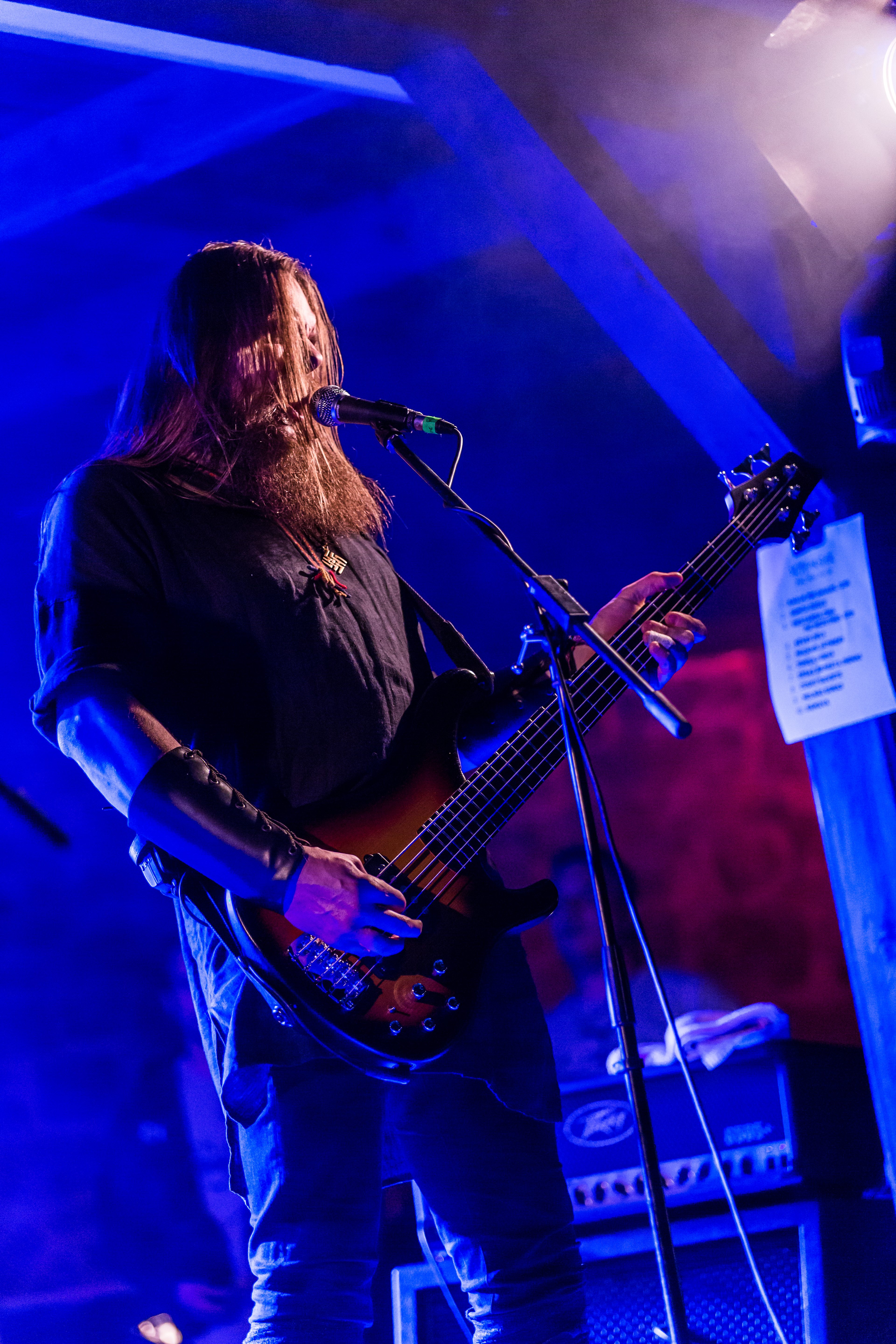
Baixista Edgars „Zirgs“
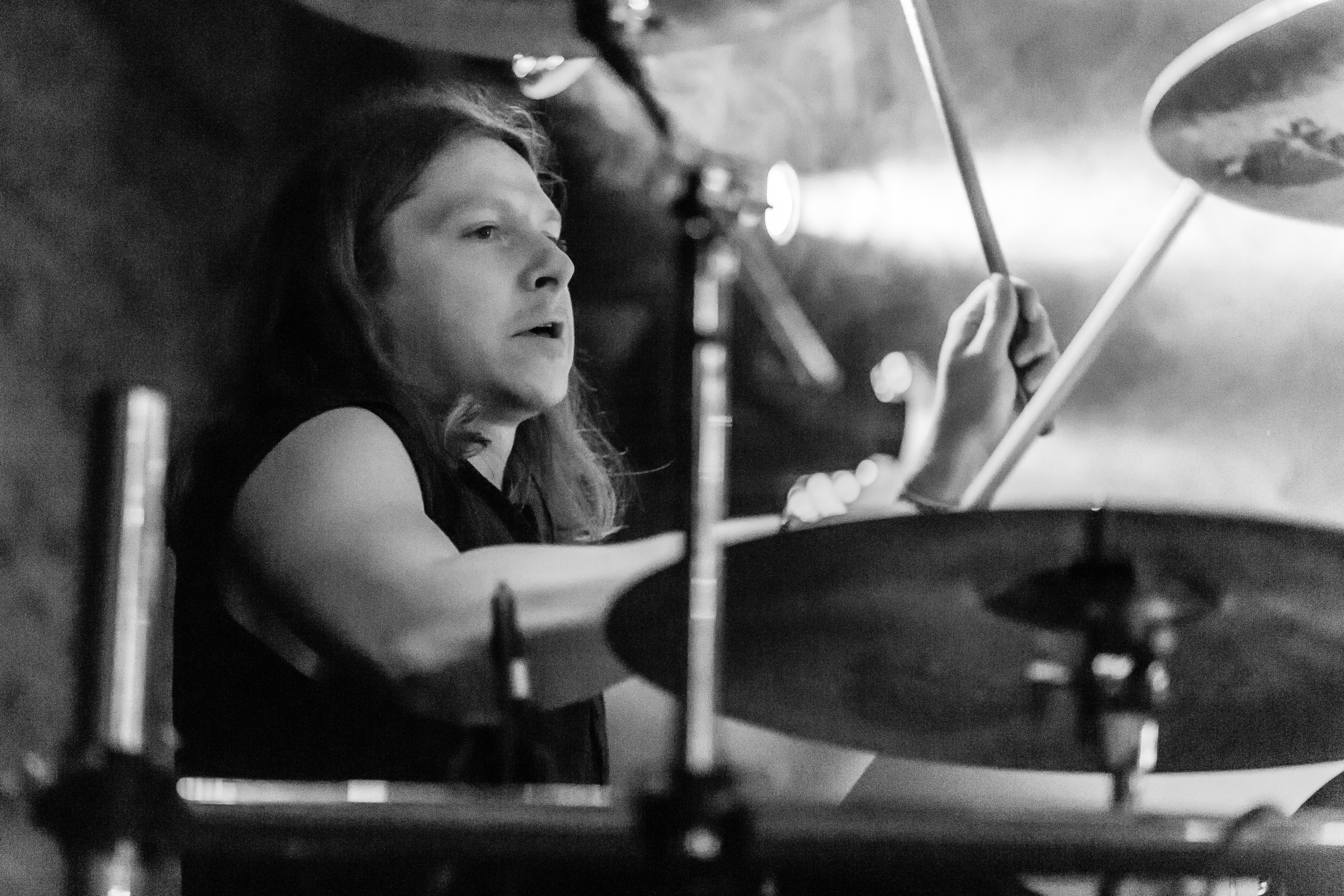
Baterista Edgars "Mazais"

## Integrantes

### Membros atuais
- Pēteris - vocal, guitarra, instrumentos folclóricos
- Ģirts - guitarra
- Edgars "Zirgs" - baixo, vocal de apoio, instrumentos folclóricos
- Edgars "Mazais" - bateria, percussão
- Kaspars - instrumentos folclóricos

### Ex-membros
- Rihards - guitarra
- Imants - bateria

## Discografia
- Semigalls' Warchant (demo) - 1997
- Kauja pie Saules (Battle of the Saule) - 1998
- Latviešu strēlnieki (Latvian Riflemen) - 1999, dedicado ao Octagésimo Aniversário da guerra de libertação da Letônia de 1919, na qual os fuzileiros letões tomaram parte ativamente.
- Pērkoņkalve (Thunderforge) - 2003
- Zobena Dziesma (Sword Song) - 2003
- Semigalls' Warchant - 2005 (regravação da demo original, de 1997, com a adição de quatro novas músicas).
- Kurbads - 2009